# Isla Cedar (Carolina del Norte)
Cedar Island es una pequeña isla en un área no incorporada ubicada del condado de Carteret en el estado estadounidense de Carolina del Norte.
Cedar Island tiene buen clima la mayor parte del año, más frías que las zonas del interior, en el verano, y más caliente que las zonas del interior en el invierno, pero en ocasiones es golpeada por huracanes en el otoño. Las temperaturas no suelen caer por debajo de cero en el invierno, ni a menudo por encima de los 32 °C en el verano. A excepción de los huracanes, la lluvia es generalmente suficiente para jardines y césped, y bastante uniforme durante todo el año. Los mosquitos son una plaga importante en el verano, debido a la inmensa cantidad de bosques y pantanos en la isla.